# Estadio Torpedo (Minsk)
El Estadio Torpedo o Estadio Tarpedo es un estadio multiusos ubicado en la ciudad de Minsk, Bielorrusia. El estadio es utilizado por el club FC Minsk que disputa la Liga Premier de Bielorrusia.